# 5% 저지 조항
5퍼센트 저지조항 또는 5퍼센트 장벽 조항(Fűnf-Prozent-Hűrde)은 1953년에 신설된 독일 연방 선거법 조항이다. 봉쇄 조항의 일종으로 독일 연방의회 혹은 주 의원 선거에서 주 정당후보자 명부에 의해 의석을 배분 받으려면 적어도 전체 투표자의 5% 이상 득표해야 하는 규정이다. 독일의 연방의회에서는 3개 이상의 지역구에서 승리하면 비례대표를 배분받는 기본위임조항이 있다.

## 정의
독일의 연방의원(하원; Bundestag) 선거는, 299개의 지역구 의원을 선출하는 제 1투표와 정당 명부 투표를 통한 비례대표 선출의 제 2투표로 나뉜다. 이 때 각 정당이 제 2투표에서 5% 이상을 득표하지 못하거나 3개 이상의 지역구에서 당선되지 않으면, 정당명부를 통한 비례대표 배분에서 제외되는 제도이다.
다만 소수민족을 대표하는 정당의 경우, 주의회에는 적용되지 않는다. 그 예로 슐레스비히홀슈타인 주의 덴마크 소수민족 정당(Südschleswigscher Wählerverband)은 5%를 득표하지 못해도 주의회 의석 확보가 가능하다.

## 역사
바이마르공화국 시절 지방 분권적 전통으로 인한 소수정당의 난립과 이로 인한 정치불안과 함께 나치독재의 출현을 경험에 대한 반성으로,1949년 제 1회 독일 연방 총선에서는 해당 조항이 적용되지 않았으나 1953년 선거법 개정으로 5% 저지 조항이 도입되었다. 5% 규정이 소수정당에 대한 지나친 제한이라는 비판에 따라 1956년 정당의 투표율이 5%에 미치지 못해도 지역구 3석 이상을 차지한 정당에도 제 2투표 득표율에 의해 의석을 배분하도록 선거법이 개정되었다.

### 통일 이후
1990년 처음으로 치러진 통일독일 총선에서는 동독지역 기반의 정당을 보호하기 위해 동독지역에서 5%를 넘지 못해도 비례대표 배분을 해주는 예외 조항이 발효되었고, 이 결과 연방의회 선거에서 서독에서 녹색당은 5%를 넘지 못해(4.4%) 의석 확보에 실패한 반면, 동독지역에서는 시민운동세력과 녹색당이 결성한 선거연합 동맹 90/녹색당(Bündnis 90/Grüne)이 8명의 의원을 배출했으며, 동독 기반의 민주사회당(PDS)이 17명의 의원이 원내에 진출하게 되었다.

### 개혁과 위헌 판결
2025년 이전 연방의회 선거부터 초과의석을 없애기 위해 지역구 당선자를 석패율과 반대로 득표율 낮은 순으로 낙선시키는 제도와, 3석을 얻으면 5% 규정에서 제외하는 기본위임조항(Grundmandatsklausel)을 폐지하는 개혁을 시행했다. 독일 헌법재판소는 예외없는 5% 저지 조항은 너무 높다며 기본위임조항을 잠정 적용하기로 결정했다.